# Soepomo Poedjosoedarmo
Soepomo Poedjosoedarmo (ur. 6 grudnia 1933 w Wonosari, zm. ?) – indonezyjski językoznawca. Koncentruje się na fonologii i socjolingwistyce.

## Życiorys
Studiował na Uniwersytecie Cornella. Ożenił się z językoznawczynią Glorią Poedjosoedarmo. W latach 1976–1977 przewodniczył instytutowi Balai Penelitian Bahasa w Yogyakarcie. Tym samym instytutem kierował w okresie od 1996 do 1997 (wówczas Balai Bahasa Yogyakarta).
Podczas swojej kariery pedagogicznej wykładał język malajski/indonezyjski, jawajski i angielski na uczelniach krajowych (Universitas Gadjah Mada, Universitas Sebelas Maret, Universitas Sanata Dharma) i zagranicznych (Universiti Brunei Darussalam, Uniwersytet Michigan, Uniwersytet Cornella, Uniwersytet Johanna Wolfganga Goethego we Frankfurcie nad Menem). W 2006 roku został profesorem.
Współzałożyciel indonezyjskich organizacji naukowych, m.in. Masyarakat Linguistik Indonesia (MLI), Himpunan Pembina Bahasa Indonesia i Dewan Kesenian Yogyakarta. 

## Wybrana twórczość
- Javanese speech levels (1968)
- Interferensi dan integrasi dalam situasi keanekabahasaan (1978)
- Tingkat tutur bahasa Jawa (1979)
- Javanese influence on Indonesian (1982; ISBN 0-85883-261-5)
- Penolakan dalam Bahasa Inggris dan Bahasa Indonesia (2005)
- Perubahan Tata Bahasa: Penyebab, Proses, dan Akibatnya (2006)
- Language propriety in Javanese (2017)